# Суперкубок Сумської області з футболу
Суперкубок Сумської області з футболу — одноматчеве футбольне змагання серед аматорських команд. Проводиться щорічно під егідою Асоціації футболу Сумської області. Суперкубок Сумської області розігрується між чемпіоном та володарем кубка Сумської області попереднього сезону. В разі, якщо кубок і чемпіонат виграла одна команда, в матчі за суперкубок грають чемпіон і фіналіст кубку.
П'ять разів команді вдавалося зробити своєрідний «требл», завоювавши протягом одного року три головні футбольні трофеї Сумщини — чемпіонат, кубок і суперкубок. У 2012 році це вдалося «Шахтарю» (Конотоп), у 2014 і 2017 роках — «Агробізнесу TSK» (Ромни), в 2022 і 2023 роках — «Нафтовику» (Охтирка).

## Результати
| Сезон | Дата й місце проведення                                                 | Переможець                       | Рахунок        | Фіналіст                        | Джерела      |
| ----- | ----------------------------------------------------------------------- | -------------------------------- | -------------- | ------------------------------- | ------------ |
| 1996  | літо 1997 Ромни, стадіон ім. В. Окіпного 5 серпня 1997 Суми, «Авангард» | «Електрон» (Ромни)               | 4:1 0:4        | «Фрунзенець» (Суми)             |              |
| 2010  | 22 вересня 2010                                                         | «Шахтар» (Конотоп)               | 1:1 (6:5 пен.) | «СНАУ-Автолюкс» (Суми)          |              |
| 2011  | 25 вересня 2011                                                         | «ОНПР-Укрнафта» (Охтирка)        | 2:1            | «СумДУ» (Суми)                  |              |
| 2012  | 24 серпня 2012                                                          | «Шахтар» (Конотоп)               | 1:0            | «Локомотив» (Дружба)            |              |
| 2014  | 4 вересня 2014                                                          | «Агробізнес TSK» (Ромни)         | 2:1            | «Нафтовик-2» (Охтирка)          |              |
| 2015  | 8 травня 2016 Ромни, стадіон ім. В. Окіпного                            | «Агробізнес TSK» (Ромни)         | 2:1            | «Вікторія» (Миколаївка)         | [ 1 ] [ 2 ]  |
| 2016  | 13 травня 2017 Ромни, стадіон ім. В. Окіпного                           | «Агробізнес TSK» (Ромни)         | 3:2            | «Велетень» (Глухів)             | [ 3 ] [ 4 ]  |
| 2017  | 22 травня 2018 Кролевець, «Спартак» ім. М. Лавринця                     | «Агробізнес TSK» (Ромни)         | 2:0            | «Локомотив» (Кролевець)         | [ 5 ] [ 6 ]  |
| 2018  | 16 червня 2019 Осоївка, «Оріон»                                         | «Альянс» (Липова Долина)         | 5:2            | «LS Group» (Верхня Сироватка)   | [ 7 ]        |
| 2019  | 28 червня 2020 Суми, «Ювілейний»                                        | ФК «Суми» (Суми)                 | 2:1            | ФК «Тростянець» (Тростянець)    | [ 8 ]        |
| 2020  | 28 червня 2021 Суми, «Ювілейний»                                        | ФК «Тростянець» (Тростянець)     | 2:0            | «Колос» (Северинівка)           | [ 9 ] [ 10 ] |
| 2021  | 30 липня 2022 Ромни, стадіон ім. В. Окіпного                            | «Нафтовик» (Охтирка)             | 1:1 (5:3 пен.) | «Велетень» (Глухів)             | [ 11 ]       |
| 2022  | 16 вересня 2023 Миколаївка, «Вікторія»                                  | «Нафтовик» (Охтирка)             | 7:0            | «Віталія» (Чернеча Слобода)     | [ 12 ]       |
| 2023  | 23 жовтня 2024 Суми, «Авангард»                                         | «Аграрник-Авангард» (Білопілля)  | 3:0            | «Велетень» (Глухів)             | [ 13 ]       |
| 2024  | 9 серпня 2025 Токарі, «Левада»                                          | «Україна» (Токарі, Сумський р-н) | 2:0            | «Аграрник-Авангард» (Білопілля) | [ 14 ]       |

## Статистика по командах
| Команда                          | Перемоги | Поразки | Переможні роки         | Роки поразок     |
| -------------------------------- | -------- | ------- | ---------------------- | ---------------- |
| «Агробізнес TSK» (Ромни)         | 4        | 0       | 2014, 2016, 2017, 2018 |                  |
| «Нафтовик» (Охтирка)             | 3        | 1       | 2011, 2022, 2023       | 2014             |
| «Шахтар» (Конотоп)               | 2        | 0       | 2010, 2012             |                  |
| ФК «Суми» (Суми)                 | 1        | 1       | 2020                   | 2019             |
| ФК «Тростянець»                  | 1        | 1       | 2021                   | 2020             |
| «Аграрник-Авангард» (Білопілля)  | 1        | 1       | 2024                   | 2025             |
| «Електрон» (Ромни)               | 1        | 0       | 1997                   |                  |
| «Альянс» (Липова Долина)         | 1        | 0       | 2019                   |                  |
| «Україна» (Токарі, Сумський р-н) | 1        | 0       | 2025                   |                  |
| «Велетень» (Глухів)              | 0        | 3       |                        | 2017, 2022, 2024 |
| «Фрунзенець» (Суми)              | 0        | 1       |                        | 1997             |
| «СНАУ-Автолюкс» (Суми)           | 0        | 1       |                        | 2010             |
| «СумДУ» (Суми)                   | 0        | 1       |                        | 2011             |
| «Локомотив» (Дружба)             | 0        | 1       |                        | 2012             |
| «Вікторія» (Миколаївка)          | 0        | 1       |                        | 2016             |
| «Локомотив» (Кролевець)          | 0        | 1       |                        | 2018             |
| «Колос» (Северинівка)            | 0        | 1       |                        | 2021             |
| «Віталія» (Чернеча Слобода)      | 0        | 1       |                        | 2023             |